# یائل بار زهار
یائل بار زهار (عبری: יעל בר זוהר‎؛ زادهٔ ۲۹ ژانویهٔ ۱۹۸۰) هنرپیشه، مدل، و مجری تلویزیون اهل اسرائیل است.

## زندگی‌نامه
بار زهار در تل‌آویو، اسرائیل در یک خانواده یهودی متولد شد. او کار حرفه‌ای مدلینگ خود را با پوشیدن لباس‌های استحمام در یک کاتالوگ لباس شنا شروع کرد و از سن ۱۵ سالگی در فیلم‌های تجاری بازی کرد.